# Las doce caras de Eva
Las doce caras de Eva es una serie de televisión de 12 episodios, emitida por TVE en la temporada 1971-1972. Contó con la realización de Jesús Yagüe y los guiones de Jaime de Armiñán.

## Argumento
En cada capítulo, una mujer es la protagonista, y se caracteriza por los rasgos típicos del signo del zodíaco que le representa. Cada capítulo está dedicado a un signo del zodíaco, y cómo este, de forma general, se plasma en la mujer.

## Lista de episodios
- Aries - 20 de octubre de 1971
  - Amparo Baró
  - Licia Calderón
  - Mara Goyanes
  - Ismael Merlo
  - Amparo Soler Leal

- Tauro - 3 de noviembre de 1971
  - Antonio Casas
  - Marisa de Leza
  - Pablo Del Hoyo
  - Alberto Fernández
  - Julia Trujillo

- Géminis - 10 de noviembre de 1971
  - Leo Anchóriz
  - Avelino Cánovas
  - Emma Cohen
  - Juan Diego
  - Francisco Piquer
  - Vicente Sangiovanni
  - Hugo Stuven

- Cáncer - 17 de noviembre de 1971
  - Guillermo Carmona
  - Antonio Ferrandis
  - Mary Delgado
  - Arturo Fernández
  - Elena María Tejeiro
  - Paco Valladares
  - José Vivó

- Leo - 1 de diciembre de 1971
  - Teresa Guaida
  - Alicia Hermida
  - María Luisa Ponte
  - Tina Sáinz
  - Silvia Tortosa
  - Rosanna Yanni

- Virgo - 15 de diciembre de 1971
  - Pascual Barrachina
  - Juan Diego
  - Alberto Fernández
  - María Isbert
  - Chus Lampreave
  - Julia Llorente
  - Concha Velasco

- Libra - 22 de diciembre de 1971
  - Pedro Civera
  - Pilar Climent
  - Margot Cottens
  - Alicia Hermida
  - Luisa Hernán
  - María Isbert
  - Francisco Melgares
  - Julieta Serrano
  - José Vivó

- Escorpio - 29 de diciembre de 1971
  - Enric Arredondo
  - Antonio Ferrandis
  - Irene Gutiérrez Caba
  - Marisa Paredes

- Sagitario - 5 de enero de 1972
  - Maite Blasco
  - Mary Delgado
  - Charo López
  - Luis Morris

- Capricornio - 12 de enero de 1972
  - Mari Carmen Prendes

- Acuario - 19 de enero de 1972
  - Juan Diego
  - Lola Herrera
  - Magda Roger
- Piscis - 26 de enero de 1972

## Curiosidades
- La banda sonora de la serie corrió a cargo del grupo Vainica Doble, una de cuyas integrantes era cuñada del guionista de la producción.